# Erikleryurdu
Erikleryurdu ist ein Dorf in der türkischen Provinz Kırklareli im Bezirk Babaeski an der Grenze zu Bulgarien.

## Geschichte
Der alte Name des Dorfes wird in den Aufzeichnungen von 1909 als Mandıra Çiftliği erwähnt. Die Vorfahren der Dorfbewohner sind vor vielen Jahren aus Bulgarien ausgewandert.

## Geographie
Das Dorf liegt 20 km vom Stadtzentrum von Kırklareli, 25 km vom Stadtzentrum von Babaeski. Die Entfernung zum Grenztor Dereköy beträgt 61 km. Vom Dorf sieht man das Strandscha-Gebirge und den Mahya-Berg, mit 1031 Metern der höchste Berg in Strandscha. Die Entfernung vom Mahya-Berg zum Dorf beträgt Luftlinie 40 km. Die Nachbardörfer sind Değirmencik, Kavakdere, Kumrular, Karabayır, Çeşmekolu und Yeniköy.